# Альбертіна Фредеріка Баден-Дурласька
Альбертіна Фредеріка Баден-Дурласька (нім. Albertine Friederike von Baden-Durlach, 3 липня 1682 — 22 грудня 1755) — принцеса та маркграфиня Баден-Дурласька з роду Церінгенів, донька маркграфа Баден-Дурласького Фрідріха VII та принцеси Шлезвіг-Гольштейн-Готторпської Августи Марії, дружина князя-єпископа Любеку Крістіана Августа. Бабуся російської імператриці Катерини II.

## Біографія
Народилась 3 липня 1682 року у замок Карлсбург у Дурлаху. Була восьмою дитиною та п'ятою донькою в родині маркграфа Баден-Дурлаху Фрідріха VII та його дружини Августи Марії Шлезвіг-Гольштейн-Готторпської. Мала старшого брата Карла Вільгельма та сестер Катаріну та Йоганну Єлизавету. Інші діти померли в ранньому віці до її народження. Згодом сімейство поповнилося трьома молодшими дітьми, з яких вижив лише брат Крістоф.
У 1689 році Дурлах був майже повністю знищений французькими вояками під час війни за Пфальцьку спадщину. Родина маркграфа перебувала у вигнанні у Базелі до 1698 року. Відновлення замку Карлсбург почалося на початку 1699.
У 22-річному віці Альбертіна Фредеріка взяла шлюб із 31-річним принцом Гольштейн-Готторпу Крістіаном Августом. Наречений був регентом герцогства під час малолітства небожа. Весілля відбулося 2 вересня 1704 в Ойтінському замку. У подружжя народилося десятеро дітей.
Крістіан Альбрехт помер навесні 1726 року. Наступним князем-єпископом став їхній старший син. Втім, наступного року той також раптово пішов життя. Зрештою, правителем став 17-річний Адольф Фрідріх, який перший час мав займатися справами під наглядом матері. Також Альбертіна дарувала йому маєтки Стендорф, Менх-Неверсдорф і Ленцан, аби забезпечити доходом.
У 1743 році гамбурзький резидент в Російській імперії Йоганн Дітріх фон Генсон передав маркграфині великий хрест ордену Святої Катерини від імператриці Єлизавети Петрівни.
Пішла з життя у Гамбурзі 22 грудня 1755 року. Похована поруч із чоловіком у мавзолеї князів-єпископів у Любекському соборі.

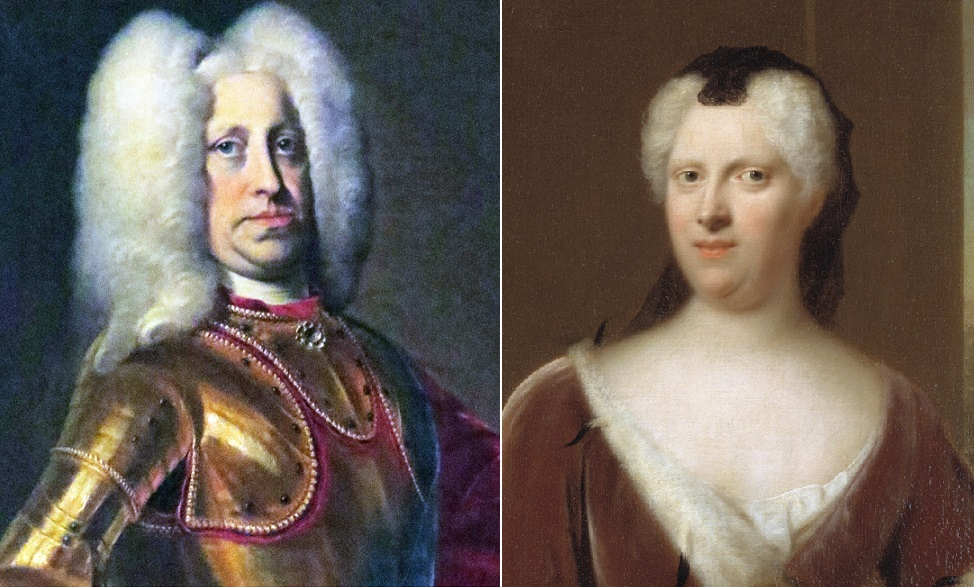
Парний портрет Альбертіни і Крістіана Августа

## Родина
Чоловік — Крістіан Август Гольштейн-Готторпський
Діти:
- Ядвіґа Софія (1705—1764) — коад'юторка Герфордського монастиря;
- Карл Август (1706—1727) — князь-єпископ Любека у 1726—1727 роках, був заручений із російською цесарівною Єлизаветою Романовою, помер перед весіллям, дітей не мав;
- Фредеріка Амалія (1708—1731) — каноніса Кведлінбурзького абатства;
- Анна (1709—1758) — дружина принца Саксен-Гота-Альтенбурзького, дітей не мала;
- Адольф Фрідріх (1710—1771) — король Швеції у 1751—1771 роках, був одружений з прусською принцесою Луїзою Ульрікою, мав четверо дітей;
- Фрідріх Август (1711—1785) — герцог Ольденбургу у 1777—1785 роках, був одружений з принцессою Гессен-Кассельською Ульрікою Фредерікою Вільгельміною, мав трьох дітей;
- Йоганна Єлизавета (1712—1760) — дружина князя Ангальт-Цербсту Крістіана Августа, мала п'ятьох дітей;
- Вільгельм Крістіан (1716—1719) — прожив 3 роки;
- Фрідріх Конрад (12 березня 1718—1718) — помер немовлям;
- Георг Людвіг (1719—1763) — генерал-лейтенант прусської армії, генерал-фельдмаршал російського війська, був одружений з принцесою Бекською Софією Шарлоттою, мав трьох синів.

## Нагороди
- Великий хрест ордену Святої Катерини (Російська імперія) (15 березня 1743).